# Acropteris rectinervata
Acropteris rectinervata är en fjärilsart som beskrevs av Achille Guenée. Acropteris rectinervata ingår i släktet Acropteris och familjen Uraniidae. Inga underarter finns listade i Catalogue of Life.